# Mbiridjom
Mbiridjom est un village de la commune de Bankim situé dans la région de l'Adamaoua et le département de Mayo-Banyo au Cameroun, près de la frontière avec le Nigeria.

## Population
En 1967, Mbiridjom comptait 103 habitants, principalement Tikar. Lors du recensement de 2005, 1 815 personnes y ont été dénombrées.